# Opa (logiciel)
Pour les articles homonymes, voir OPA.
Opa est un langage de programmation d'applications et services web utilisable sous licence Affero GPL ou sous licence privée.

## Philosophie
Opa est une technologie de développement d’applications Web distribuées. C’est un nouveau langage de programmation fortement couplé à une bibliothèque Web standard qui remplit toutes les fonctions : de serveur d’applications Web, à serveur de base de données.
En un mot, Opa ne dépend pas des piles serveurs actuelles, comme Apache plus PHP plus MySQL plus Symfony. Un code source Opa est compilé en un binaire autonome du service, qui se contente d’une distribution GNU/Linux nue (même MiniLinux) pour l’exécution.
Opa est spécialement conçu pour le Web et spécifie l’ensemble des aspects de l’application :
- le code client comme le code serveur sont écrits en Opa : le compilateur détermine automatiquement les parties client et serveur (des annotations existent pour lui forcer la main), traduit le code client en JavaScript et automatise les échanges entre client et serveur ;
- la structure de la base de données et les requêtes sont également écrites en Opa : là aussi, le compilateur analyse les requêtes pendant la compilation et génère le code d’accès aux données.

## Exemple de code
L'exemple ci-dessous est le code complet d'un webchat minimal en Opa.
```
/**

 * Le type des messages échangés sur la chatroom

 */

type
 
message
 
=
 

  
{
 
author
:
 
string
 
// Le nom de l'auteur

  
;
 
text
:
 
string
 
}
   
// Le texte du message

/**

 * Le principal "objet" : la room des messages

 */

@
publish
 
room
 
=
 
Network
.
cloud
(
"room"
)
:
 
Network
.
network
(
message
)

/**

 * Mise à jour de l'interface d'un utilisateur lors de l'arrivée d'un nouveau message

 *

 * @param x Le message

 */

user_update
(
x
:
 
message
)
 
=

  
line
 
=
 
<
div
 
class
=
"line"
>

            
<
div
 
class
=
"user"
>
{
x
.
author
}
:</
div
>

            
<
div
 
class
=
"message"
>
{
x
.
text
}
</
div
>

         
</
div
>

  
do
 
Dom
.
transform
([
#
conversation
 
+<-
 
line
 
])

  
Dom
.
scroll_to_bottom
(
#
conversation
)

/**

 * Broadcast un message sur la room

 *

 * Lit le contenu de [#entry], envoie le message à [room] puis efface [#entry].

 *

 * @param author

 */

broadcast
(
author
)
 
=

   
do
 
Network
.
broadcast
({
~
author
 
text
=
Dom
.
get_value
(
#
entry
)},
 
room
)

   
Dom
.
clear_value
(
#
entry
)

/**

 * Construit l'interface client

 *

 * Choisit aléatoirement un nom d'auteur qui sera utilisé dans le chat

 *

 * @return L'interface utilisateur, envoyée par le serveur lors de la connexion d'un client.

 */

start
()
 
=

   
author
 
=
 
Random
.
string
(
8
)

   
<
div
 
id
=
#
header
><
div
 
id
=
#
logo
></
div
></
div
>

   
<
div
 
id
=
#
conversation
 
onready
=
{
_
 
->
 
Network
.
add_callback
(
user_update
,
 
room
)}
></
div
>

   
<
div
 
id
=
#
footer
>

        
<
input
 
id
=
#
entry
  
onnewline
=
{
_
 
->
 
broadcast
(
author
)}
/>

        
<
div
 
class
=
"button"
 
onclick
=
{
_
 
->
 
broadcast
(
author
)}
>
Post
</
div
>

   
</
div
>

/**

 * Programme principal

 *

 * Construit une application "Chat" (sera également le titre de la page),

 * inclut statiquement le répertoire "resources" qui contient CSS et images du style

 * et appelle la fonction [start] définie précédemment dès qu'un client se connecte.

 */

server
 
=
 
Server
.
one_page_bundle
(
"Chat"
,

       
[
@
static_resource_directory
(
"resources"
)],

       
[
"resources/css.css"
],
 
start
)

```